# Chôrion
Dans l'Empire byzantin, le terme de chôrion (plur. chôria) peut désigner différentes unités territoriales ou administratives :
- le terme est d'abord utilisé pour désigner une ferme et ses territoires proches ;
- il désigne plus tard le territoire d'une communauté rurale (ager et saltus) et, par extension, le village ;
- on distingue encore le chôrion fiscal : pour l'administration fiscale impériale, c'est une unité fiscale fondamentale (en particulier à une époque de « ruralisation » de l'empire) ou un ensemble d'unités fiscales (un ensemble d'exploitations imposables).